# Motohiro Yoshida
Motohiro Yoshida (jap. 吉田 宗弘, Yoshida Motohiro; * 25. August 1974 in der Präfektur Osaka) ist ein ehemaliger japanischer Fußballspieler.

## Karriere
Yoshida erlernte das Fußballspielen in der Schulmannschaft der Ibaraki High School und der Universitätsmannschaft der Keiō-Universität. Seinen ersten Vertrag unterschrieb er 1997 bei den Kashiwa Reysol. Der Verein spielte in der höchsten Liga des Landes, der J1 League. 1999 gewann er mit dem Verein den J.League Cup. Für den Verein absolvierte er 24 Erstligaspiele. 2003 wechselte er zum Ligakonkurrenten Gamba Osaka. 2005 wechselte er zum Ligakonkurrenten Cerezo Osaka. Am Ende der Saison 2006 stieg der Verein in die J2 League ab. Für den Verein absolvierte er 116 Spiele. 2008 wechselte er zum Ligakonkurrenten Avispa Fukuoka. Für den Verein absolvierte er 56 Spiele. 2010 wechselte er zum Drittligisten FC Machida Zelvia. Ende 2011 beendete er seine Karriere als Fußballspieler.

## Erfolge
Kashiwa Reysol
- J.League Cup

Sieger: 1999